# Averton
Averton är en kommun i departementet Mayenne i regionen Pays de la Loire i nordvästra Frankrike. Kommunen ligger i kantonen Villaines-la-Juhel som tillhör arrondissementet Mayenne. År 2022 hade Averton 555 invånare.

## Befolkningsutveckling
Antalet invånare i kommunen Averton
| Referens: INSEE |